# العلاقات الكويتية الناوروية
العلاقات الكويتية الناوروية هي العلاقات الثنائية التي تجمع بين الكويت وناورو.

## مقارنة بين البلدين
هذه مقارنة عامة ومرجعية للدولتين:
| وجه المقارنة                                              | الكويت        | ناورو                          |
| --------------------------------------------------------- | ------------- | ------------------------------ |
| المساحة (كم2)                                             | 17.82 ألف     | 21                             |
| عدد السكان (نسمة)                                         | 4.14 مليون    | 10.08 ألف                      |
| الكثافة السكانية (ن./كم²)                                 | 232.32        | 48.00 ألف                      |
| العاصمة                                                   | مدينة الكويت  | ضاحية يارين                    |
| اللغة الرسمية                                             | اللغة العربية | اللغة الناورونية، لغة إنجليزية |
| العملة                                                    | دينار كويتي   | دولار أسترالي                  |
| الناتج المحلي الإجمالي (بليون دولار)                      | 120.13 مليار  | 113.88 مليون                   |
| الناتج المحلي الإجمالي (تعادل القوة الشرائية) بليون دولار | 290.53 مليار  | 162.98 مليون                   |
| الناتج المحلي الإجمالي الاسمي للفرد دولار أمريكي          | 29.30 ألف     | 9.83 ألف                       |
| الناتج المحلي الإجمالي للفرد دولار أمريكي                 | 73.25 ألف     |                                |
| مؤشر التنمية البشرية                                      | 0.816         |                                |
| رمز المكالمات الدولي                                      | +965          | +674                           |
| رمز الإنترنت                                              | .kw           | .nr                            |
| المنطقة الزمنية                                           | ت ع م+03:00   | ت ع م+12:00                    |

## منظمات دولية مشتركة
يشترك البلدان في عضوية مجموعة من المنظمات الدولية، منها:
| علم المنظمة | اسم المنظمة                   | تاريخ انضمام الكويت | تاريخ انضمام ناورو |
| ----------- | ----------------------------- | ------------------- | ------------------ |
|             | يونسكو                        | 18 نوفمبر 1960      | 17 أكتوبر 1996     |
|             | الاتحاد البريدي العالمي       | ?                   | ?                  |
|             | منظمة الشرطة الجنائية الدولية | ?                   | ?                  |
|             | الأمم المتحدة                 | 14 مايو 1963        | 14 سبتمبر 1999     |
|             | الاتحاد الدولي للاتصالات      | 14 أغسطس 1959       | 10 يونيو 1969      |
|             | منظمة حظر الأسلحة الكيميائية  | ?                   | ?                  |

## وصلات خارجية
- موقع وزارة الخارجية الكويتية